# The Simpsons: Bart's Nightmare
The Simpsons: Bart's Nightmare är ett datorspel från 1992, utvecklat av det amerikanska företaget Sculptured Software och baserat på TV-serien Simpsons. Det släpptes till Sega Mega Drive och Super Nintendo Entertainment System.

## Handling
Bart Simpson sitter och gör läxorna, då han plötsligt somnar till. Då drömmer han att hans läxpapper blåser ut genom fönstret. Spelaren styr Bart som är ute och letar efter sina läxpapper.

## Gameplay
På gatan går Bart och letar efter sina läxpapper. Han kan också åka skateboard. Bart får se upp för gäng och skolbussar. Även Seymour Skinner kan dyka upp, och försöker sätta på Bart finkläder. Bart går då långsammare, och kan då inte skada fienden men heller inte ta skada.
Då Bart hittar ett läxpapper skall han hoppa på det, och spela en bana. Banorna är:
- Grön: Bartzilla, där Bartzilla går på Springfields gator, och klättrar sedan uppför Springfield State Building och slåss mot "Homer Kong" och "Momthra."
- Lila: Bart förminskas för en resa in i människokroppen.
- Gul: Itchy & Scratchy, där Bart tar sig runt i huset och försöker undvika de två.
- Blå: Bartman är superhjälte i Springfield.
- Orange: Indiana Bart, där Bart skall ta sig genom "Maggies tempel".

Om Bart misslyckas blir de övriga i familjen arga på honom.

## Produktion
Under utvecklingen av spelet lämnade Bill Williams dator- och TV-spelsindustrin.